# Louis Meijer
Louis Hendrik Louis Mejie (Amsterdam, 9 marzo 1809 – Utrecht, 31 marzo 1866) è stato un pittore olandese noto per le sue marine.

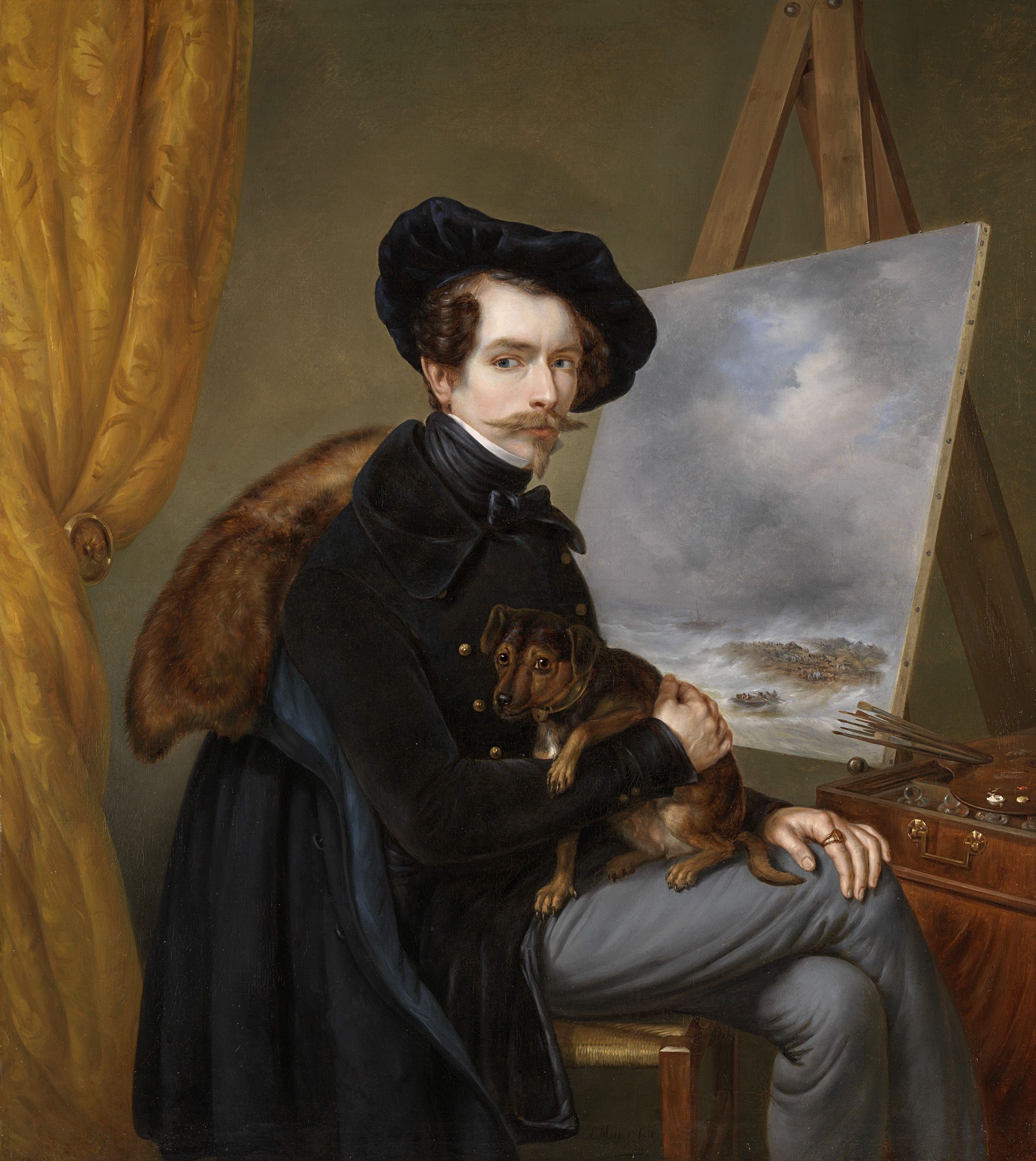
Autoritratto, 1838

Studiò con George Pieter Westenberg e Jan Willem Pieneman, ed era professore di Matthijs Maris;  visse a Deventer, Parigi e L'Aia.

## Galleria d'immagini

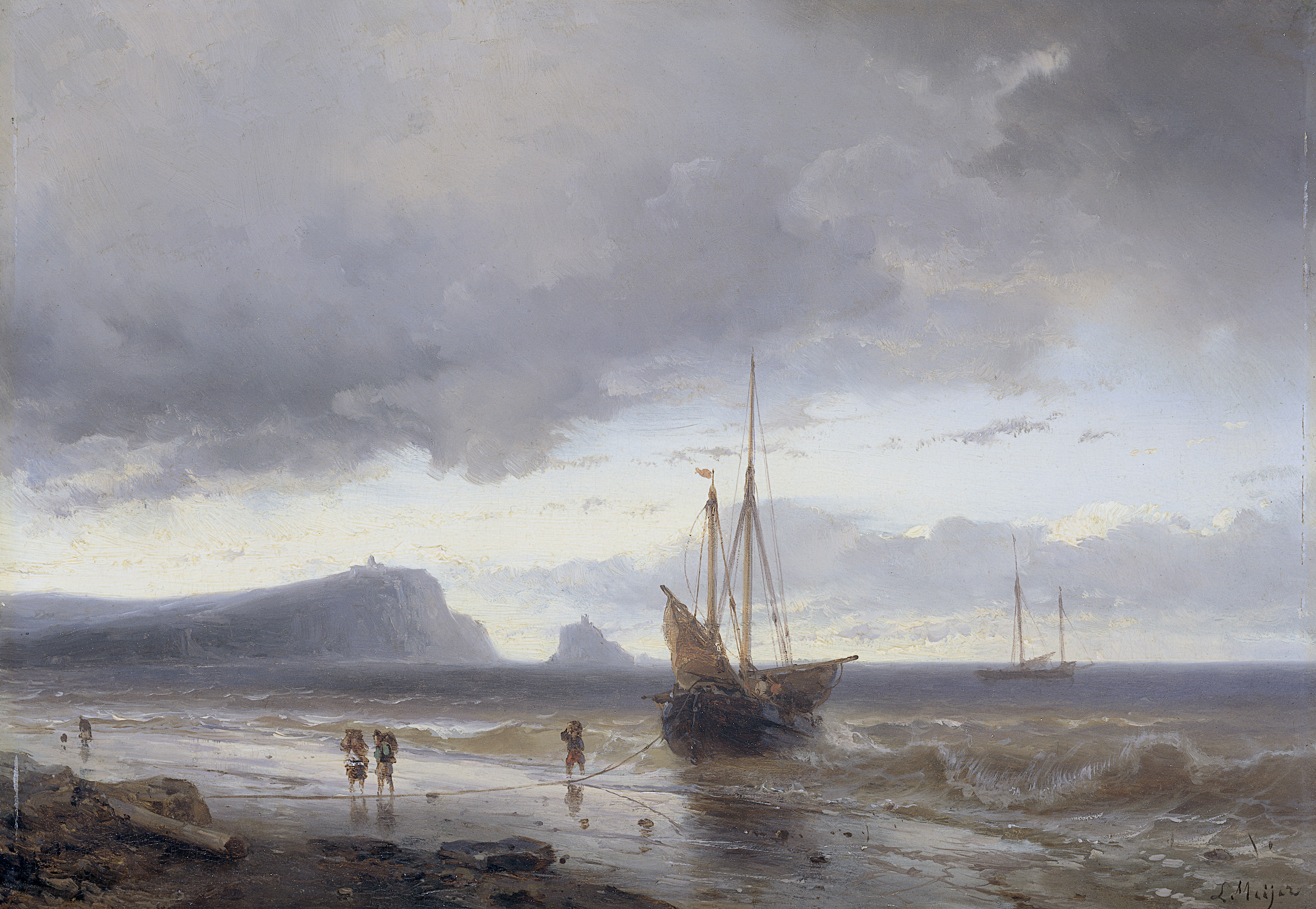
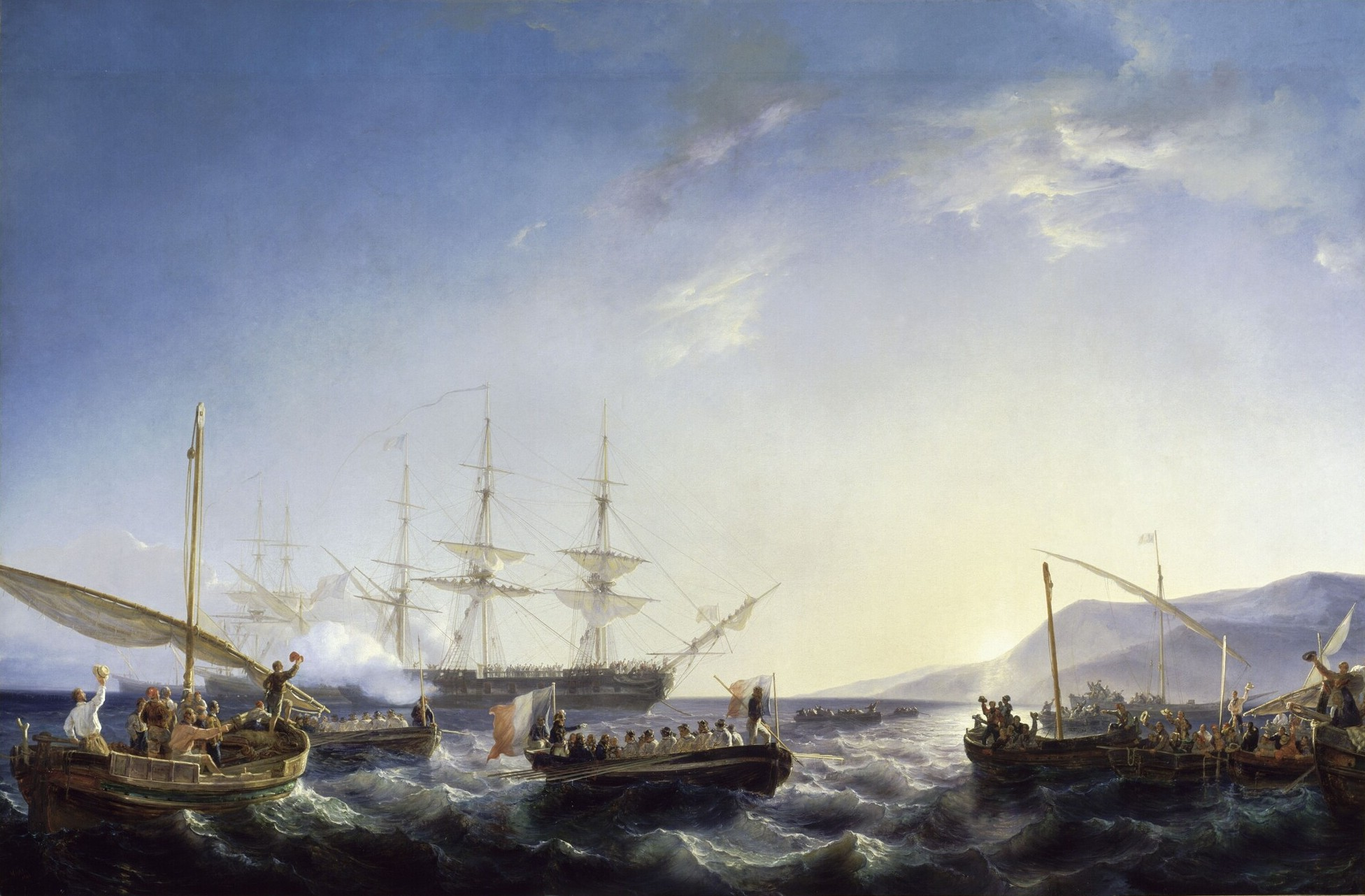
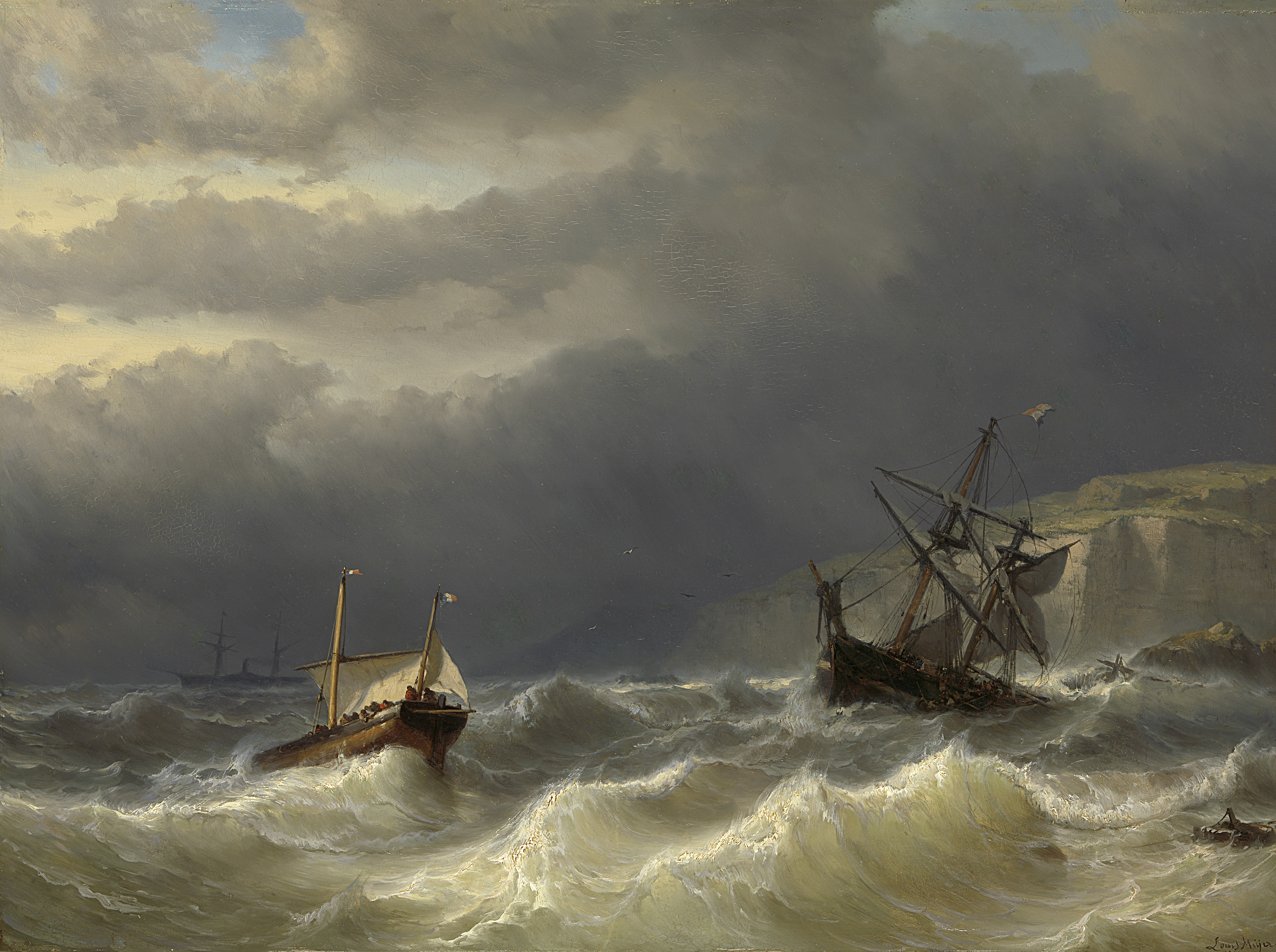
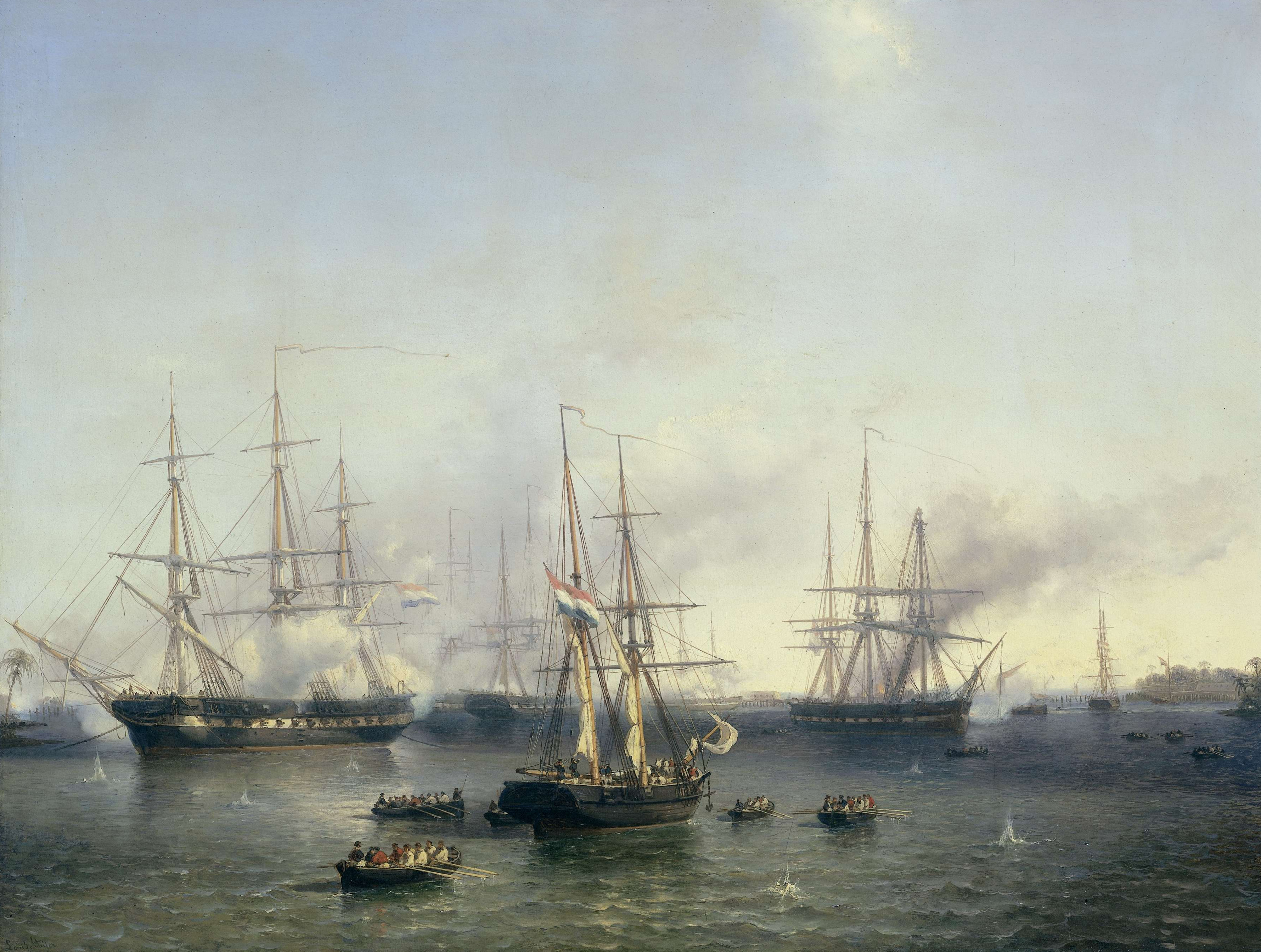